# NGC 4943
NGC 4943 este o galaxie activă situată în constelația Părul Berenicei. A fost descoperită în 20 aprilie 1865 de către Heinrich Louis d'Arrest. Se află la o distanță de 81,2 de megaparseci de Pământ.